# Tomares
Tomares é um município da Espanha, na província de Sevilha, comunidade autónoma da Andaluzia. Tem 5,17 km² de área e em 2021 tinha 25 370 habitantes (densidade: 4 907,2 hab./km²). Pertence à Comarca Metropolitana de Sevilha, limitando com os municípios de Sevilha, San Juan de Aznalfarache, Bormujos, Castilleja de la Cuesta, Camas e Mairena del Aljarafe, além de ser banhado pelo Rio Guadalquivir.